# Fêche-l'Église
Fêche-l'Église là một làng và xã tại tỉnh Territoire de Belfort, vùng Franche-Comté, đông bắc Pháp.

## Thông tin nhân khẩu
Theo điều tra nhân khẩu năm 1999, xã này có dân số 787.
Ước tính năm 2007 là 767.